# Trübsee
De Trübsee is een bergmeer in centraal Zwitserland in het kanton Nidwalden, vlak bij Engelberg, aan de voet van de berg de Titlis. Het meer ligt op ongeveer 1800 meter hoogte in de buurt van de Jochpas. In de zomer is het meer een geliefd doel voor wandelingen, in de winter maakt het deel uit van een ski-gebied rond de Titlis.